# Dabigatran

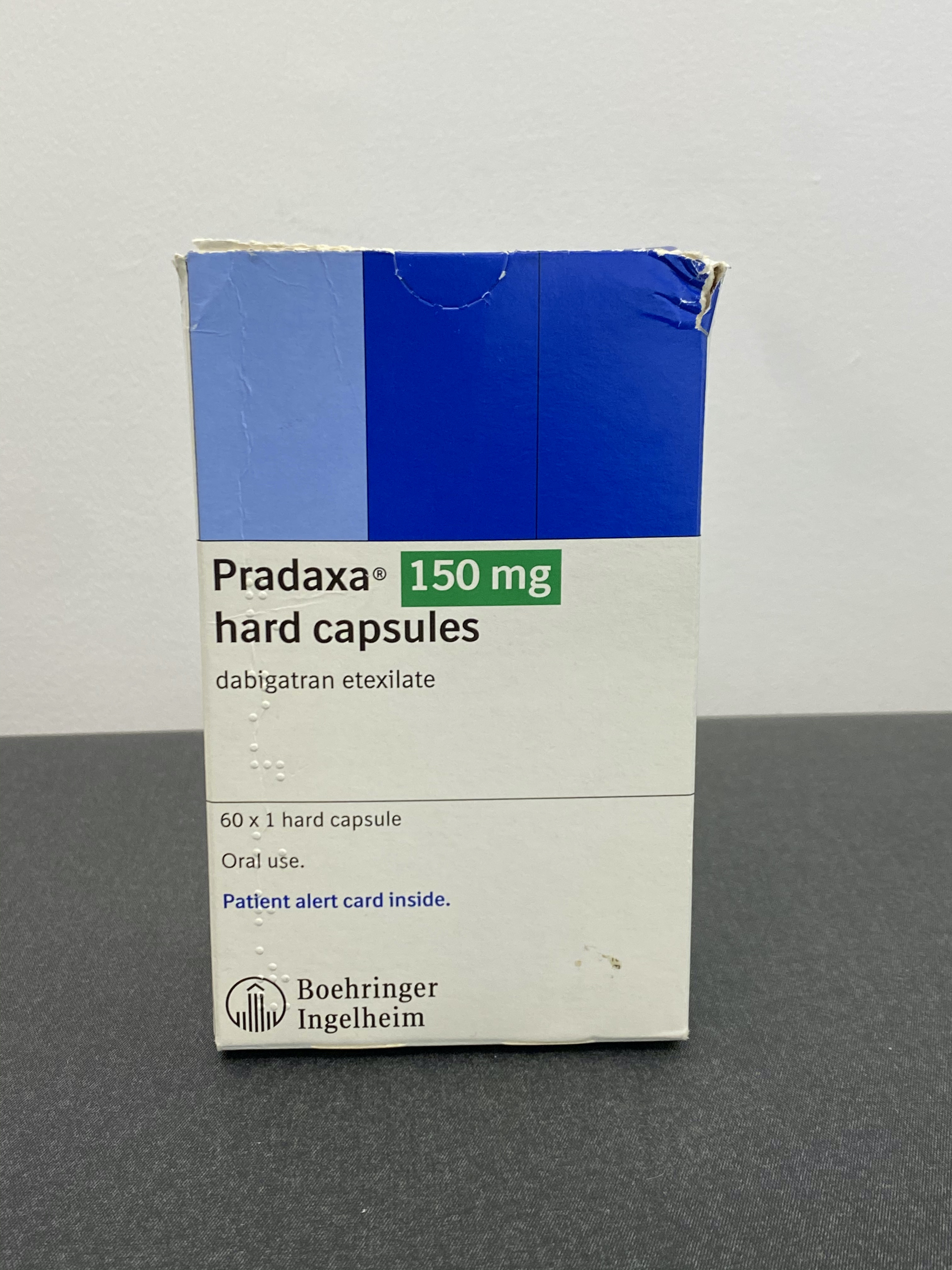
Một hộp Dabigatran 150mg

Dabigatran, được bán dưới tên thương hiệu Pradaxa, là một loại thuốc chống đông máu được sử dụng để điều trị và ngăn ngừa cục máu đông và để ngăn ngừa đột quỵ ở những người bị rung tâm nhĩ. Cụ thể, nó được sử dụng để ngăn ngừa cục máu đông sau khi thay khớp háng hoặc thay khớp đầu gối và ở những người có tiền sử cục máu đông trước đó. Nó được sử dụng như là một thuốc thay thế cho warfarin và không cần theo dõi bằng xét nghiệm máu. Nó được uống qua đường miệng.
Tác dụng phụ thường gặp của thuốc bao gồm chảy máu và viêm dạ dày. Các tác dụng phụ khác có thể bao gồm chảy máu quanh cột sống và các phản ứng dị ứng như sốc phản vệ. Trong trường hợp chảy máu nghiêm trọng, nó có thể được đảo ngược với thuốc giải độc, idarucizumab. Sử dụng không được khuyến cáo trong khi mang thai hoặc cho con bú. So với warfarin nó có ít tương tác hơn với các loại thuốc khác. Nó là một chất ức chế thrombin trực tiếp.
Dabigatran đã được chấp thuận cho sử dụng trong y tế tại Hoa Kỳ vào năm 2010  Một tháng cung cấp ở Vương quốc Anh tiêu tốn của NHS khoảng £ 51 vào năm 2019. Tại Hoa Kỳ, chi phí bán buôn của số thuốc này là khoảng 416 USD. Năm 2016, đây là loại thuốc được kê đơn nhiều thứ 268 tại Hoa Kỳ với hơn một triệu đơn thuốc.

## Sử dụng trong y tế
Dabigatran được sử dụng để ngăn ngừa đột quỵ ở những người bị rung tâm nhĩ không phải do các vấn đề về van tim, cũng như huyết khối tĩnh mạch sâu và tắc mạch phổi ở những người đã được điều trị trong 5 phút 10 ngày bằng thuốc chống đông máu (thường là hHCin phân tử thấp). để ngăn ngừa huyết khối tĩnh mạch sâu và tắc mạch phổi trong một số trường hợp.
Nó dường như có hiệu quả như warfarin trong việc ngăn ngừa đột quỵ không xuất huyết và biến cố tim ở những người bị rung tâm nhĩ không phải do các vấn đề về van.